# Láchar

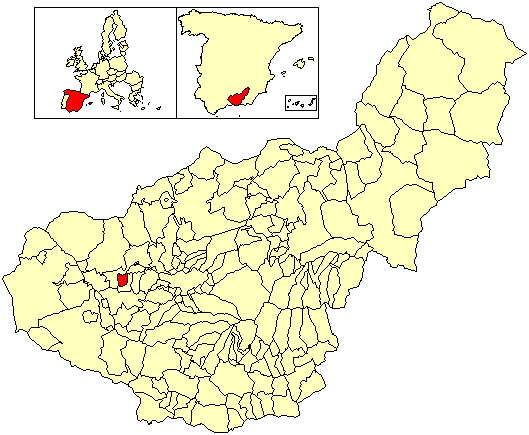
Láchar

Láchar este un municipiu din Spania, situat în provincia Granada din comunitatea autonomă Andaluzia. Are o populație de 3.005 de locuitori.